# Радник
Радник је у најширем смислу, особа који жели постићи одредени циљ кроз физички и/или ментални рад. У ужем смислу је особа која зарађује своју плату употребом своје, најчешће физичке радне снаге коју ставља на располагање своме послодавцу, то јест најчешће неком предузећу пошто је и сам директор у ужем смислу радник, док је предузеће послодавац.